# Słoweńscy posłowie do Parlamentu Europejskiego 2009–2014
Słoweńscy posłowie VII kadencji do Parlamentu Europejskiego zostali wybrani w wyborach przeprowadzonych 7 czerwca 2009.

## Lista posłów
Wybrani z listy Słoweńskiej Partii Demokratycznej
- Romana Jordan Cizelj
- Zofija Mazej Kukovič, poseł do PE od 8 grudnia 2011, mandat w związku z wejściem w życie traktatu lizbońskiego
- Milan Zver

Wybrani z listy Socjaldemokratów
- Tanja Fajon
- Mojca Kleva, poseł do PE od 13 kwietnia 2011

Wybrany z listy Nowej Słowenii
- Lojze Peterle

Wybrany z listy Liberalnej Demokracji Słowenii
- Jelko Kacin

Wybrany z listy partii Zares
- Ivo Vajgl

Byli posłowie VII kadencji do PE
- Zoran Thaler (wybrany z listy Socjaldemokratów), do 20 marca 2011